# Klänge aus der Raimundzeit
Klänge aus der Raimundzeit, op. 479, är en Musikalisches Vorspiel betecknad komposition av Johann Strauss den yngre. Den spelades första gången den 31 maj 1898 i Deutsches Volkstheater i Wien.

## Historia
Till minne av diktaren Ferdinand Raimund skulle ett monument invigas vid Volkstheater utmed Ringstraße i Wien. Johann Strauss blev ombedd att komponera ett inledningsstycke, som på förslag från Siegfried Lewy, skulle bestå av melodier från den så kallade Biedermeierepoken. Strauss accepterade förslaget med villkoret att det på programbladet skulle stå:  "Klänge aus der Raimundzeit. Musikalisk inledning på teman av Drechsler, Kreutzer, Lanner, Wenzel Müller och Johann Strauss den äldre, sammanställt av Johann Strauss. Framförd under ledning av kompositören i Deutsches Volkstheater den 31 maj 1898 vid Raimund-Festivalen, organiserad av Minneskommittén med anledning av avtäckandet av Raimundmonumentet".
Dagen före premiären skrev Johann till brodern Eduard Strauss: "Klänge aus der Raimundzeit, vars lilla preludium ska framföras i morgon - Jag kommer ha kopior färdiga för dig omedelbart efteråt. Det lilla stycket är skrivet för liten orkester: 1 flöjt, 1 oboe, 2 klarinetter, 1 fagott, 2 valthorn, 2 trumpeter och [stråk] kvartett". Strauss stycke inledde festligheterna och för den 72-årige kompositören skulle framförandet bli något av en fysisk prövning. I det dunkla orkesterdiket var det endast med stor möda som Strauss kunde ta sig upp på dirigentpulten. Väl där dirigerade han dock - som tidningen Fremden-Blatt skrev 10 juni 1898 - "med sin gamla välkända schvung. Så förtjusande och varmt och melankoliskt, och hur trevligt ljöd inte de välkända melodierna av Kreuzer, Lanner, Strauss den äldre och käre, käre Wenzel Müller, kuplettens Mozart från det bastionomringade Wiens dagar!" Publiken rördes till tårar av den gamle kompositörens musikaliska minnen och framförandet mottogs med tumultartade applåder. Publikens mottagande blev än mer större när Johann Strauss dirigerade stycket på nytt (under den lätt ändrade titeln 'Aus der Raimundzeit') vid en av Eduards söndagskonserter med Capelle Strauss i Gyllene salen i Musikverein den 27 november 1898.
Trots att framsidan av partituret namnger verket som Klänge aus der Raymund's Zeit (sic!), visar första sidan att Strauss ursprungligen hade tänkt kalla verket "Reminiscenz. Aus der guten alten Zeit" (Minnen. Från den gamla goda tiden). Partituret är också fascinerande då det kastar ljus på vilken noggrannhet som Strauss lade ned på att välja ut materialet till verket. Sidorna visar på inledningar, övergångar och codor (slut), tillsammans med kompositörens egna anmärkningar för den infogade musiken och instruktioner till kopisterna - till exempel: "Vänligen arrangera dessa infogade takter så att ingen avbrott uppstår". På en annan sida står det: "'Das Leben ein Tanz'. Hela första delen och 15 takter från andra delen. Efter det 'Schönbrunn I'".
Med tanke på det företräde Strauss gav "farväl"-teman i sitt sista verk är det frestande att anta att han redan våren 1898 anade att detta också skulle bli hans farväl till världen. Flera textrader handlar om solen som dalar och natten som nalkas. När Strauss låg på sin dödsbädd ett år senare noterade Adèle Strauss: "Den 1 juni [1899], stackars Jean [Johann] i ett omtöcknat tillstånd kallade han oupphörligen på mig och min dotter, då vi hela tiden satt vid hans sida. Och när sjuklingen kände igen oss, kom det ett svagt litet leende över hans bleka ansikte, hans ögon - vanligtvis så klara - var dystra och melankoliska och från hans bröst, som kämpade för att få luft, kom ett svagt rosslande. En gammal sång, välkänd både för mig och mitt barn, men jag hade aldrig hört den från honom förut. Nu ljöd den från hans bleka läppar, högtidligt flöt den spöklikt runt i rummet: 'Brüderlein fein - einmal muss geschieden sein!"' (Käre lillebror, en dag måste vi skiljas!).

## Om verket
Speltiden är ca 7 minuter och 46 sekunder plus minus några sekunder beroende på dirigentens musikaliska tolkning.
Musiken som Strauss valde till verket är följande:
- Inledning - "Brüderlein fein", från sagopjäsen Das Mädchen aus der Feenwelt oder Der Bauer als Millionär. Musik av Strauss lärare Joseph Drechler. Premiär: Theater in der Leopoldstadt, 10 november 1826.

- Joseph Lanner: Steyrische Tänze op. 165 (1841)

- "So leb' denn wohl, du stilles Haus", från Der Alpenkönig und der Menschenfeind. Musik av Wenzel Müller Premiär: Theater in der Leopoldstadt, 17 oktober 1828.

- Johann Strauss den äldre: Das Leben ein Tanz, oder Der Tanz ein Leben! vals op. 49 (1831)

- Joseph Lanner: Die Schönbrunner, vals op. 200 (1842)

- Valentins "Hobellied" från Der Verschwender. Musik av Conradin Kreutzer. Premiär: Theater in der Josefstadt, 20 februari 1834.

- Johann Strauss den äldre: Deutsche Lust, oder Donau-Lieder ohne Text, vals op. 127 (1841).

- Slutdelen består av två sammanvävda teman: "Brüderlein fein" (Käre lillebror) och "So leb' denn wohl, du stilles Haus" (Så farväl, du tysta hus).

## Weblänkar
- Klänge aus der Raimundzeit i Naxos-utgåvan.